# Stéphane Séjourné
Stéphane Séjourné, född 26 mars 1985 i Versailles i Frankrike, är en fransk politiker. Sedan den 1 december 2024 är han Europeiska kommissionens verkställande vice ordförande för välstånd och industriell strategi och kommissionär med ansvar för industri, små- och medelstora företag (SMF) och den inre marknaden.
Séjourné var ledamot av Europaparlamentet från 2019 till 2024 och ordförande i sin partigrupp, Gruppen Renew Europe, från 2021 till 2024. Han var därefter Frankrikes utrikesminister under 2024.

## Biografi

### Uppväxt och utbildning
"Séjourné föddes i Versailles och har under sin uppväxt bott både i Madrid i Spanien och Buenos Aires i Argentina. Han deltog i ett Erasmus-utbytesprogram i Granada. Han har studerat vid Poitiers universitet.

### Yrkeskarriär
Séjourné arbetade för Île-de-France-regionens ordförande Jean-Paul Huchon från 2012 till 2014. Han blev därefter rådgivare till Emmanuel Macron under hans tid som Frankrikes ekonomiminister. När Macron valdes till president i valet 2017 följde Séjourné med som politisk rådgivare, där han arbetade tillsammans med Alexis Kohler och Ismaël Emelien. Under våren 2019 var han tjänstledig leda Renaissances kampanj inför Europaparlamentsvalet 2019.

### Politisk karriär

#### EU-parlamentariker (2019–2024)
Under sin tid i Europaparlamentet var Séjourné medlem i utskottet för rättsliga frågor (2019–2022), det särskilda utskottet för artificiell intelligens i den digitala tidsåldern (2020–2022) samt utskottet för kvinnors rättigheter och jämställdhet mellan kvinnor och män (2022–2024).
Utöver sina utskottsuppdrag ingick Séjourné i Europaparlamentets delegationer för relationerna med Mercosur och den Euro-Latinamerikanska parlamentariska församlingen. Han var också medlem i Europaparlamentets interngrupp för artificiell intelligens och digitalisering, Europaparlamentets interngrupp för barns rättigheter, gruppen Ledamöter mot Cancer  och European Internet Forum.
Efter Dacian Cioloș avgång 2021 meddelade Séjourné sin kandidatur till ledarskapet för Renew Europe-gruppen i Europaparlamentet. Han valdes till gruppens ledare den 19 oktober 2021.
I maj 2022 förhandlade Séjourné, tillsammans Patrick Mignola från det Demokratiska Rörelsen (MoDem) och Gilles Boyer från Horizons, fram avtalet som ledde till skapandet av Ensemble, en koalition av de partier som bildade majoritet för president Emmanuel Macrons politik.
Vid Renaissance-konventet i september 2022 var Séjourné den enda kandidaten som ställde upp för att efterträda generalsekreteraren Stanislas Guerini och valdes till ny generalsekreterare för partiet.

#### Utrikesminister (2024)
Den 11 januari 2024 utsågs Séjourné till Frankrikes utrikesminister i Gabriel Attals regering. Hans första officiella utrikesresa gick till Tyskland för ett möte med sin motsvarighet Annalena Baerbock. Séjourné kritiserade Sydafrikas ICJ-åtal mot Israel för folkmord och sade: 'Att anklaga den judiska staten för folkmord är att överskrida en moralisk gräns.'
Samma år ställde Séjourné upp i parlamentsvalet för Hauts-de-Seines 9:e valkrets, där han fick 46% i första omgången och valdes med 72,6% i den andra omgången.

#### EU-kommissionär (2024– )
Efter Thierry Bretons avgång tillkännagavs Séjourné som ny kandidat för den franska posten som EU-kommissionär i Von der Leyens andra kommission. Som kommissionär för unionens industripolitik har han sagt sig vilja arbeta för en offensiv EU-strategi.

## Politiska ståndpunkter
Séjourné anses vara en nära allierad till president Emmanuel Macron.
I en artikel som publicerades i Le Journal du Dimanche i februari 2021 motsatte sig Séjourné det föreslagna omfattande investeringsavtalet mellan EU och Kina (CAI).
Den 12 november 2023 deltog han i "Marche pour la République et contre l'antisémitisme" i Paris som svar på den ökande antisemitismen i Frankrike sedan starten av kriget mellan Hamas och Israel.
År 2024 förband sig Séjourné att inte samarbeta med högerextrema grupper under mandatperioden 2024–2029 i Europaparlament och vägrade att samarbeta med dennationalistiska partigruppen, Gruppen Europeiska konservativa och reformister.

## Privatliv
Séjourné var i ett registrerat partnerskap med Gabriel Attal, en fransk politiker som var Frankrikes premiärminister under 2024, från 2015 till 2022. Han har uppgett att han lider av mycket svår dyslexi sedan ungdomen.